# Казо д'Англес
Казо д'Англес (фр. Cazaux-d'Anglès) насеље је и општина у јужној Француској у региону Миди Пирене, у департману Жерс која припада префектури Ош.
По подацима из 2011. године у општини је живело 123 становника, а густина насељености је износила 9,76 становника/km². Општина се простире на површини од 12,6 km². Налази се на средњој надморској висини од 300 метара (максималној 234 m, а минималној 130 m).

## Демографија
| 1962. | 1968. | 1975. | 1982. | 1990. | 1999. | 2011. |
| ----- | ----- | ----- | ----- | ----- | ----- | ----- |
| 166   | 172   | 130   | 124   | 120   | 116   | 123   |

График промене броја становника у току последњих година